# الإعاقة في لوكسمبورغ

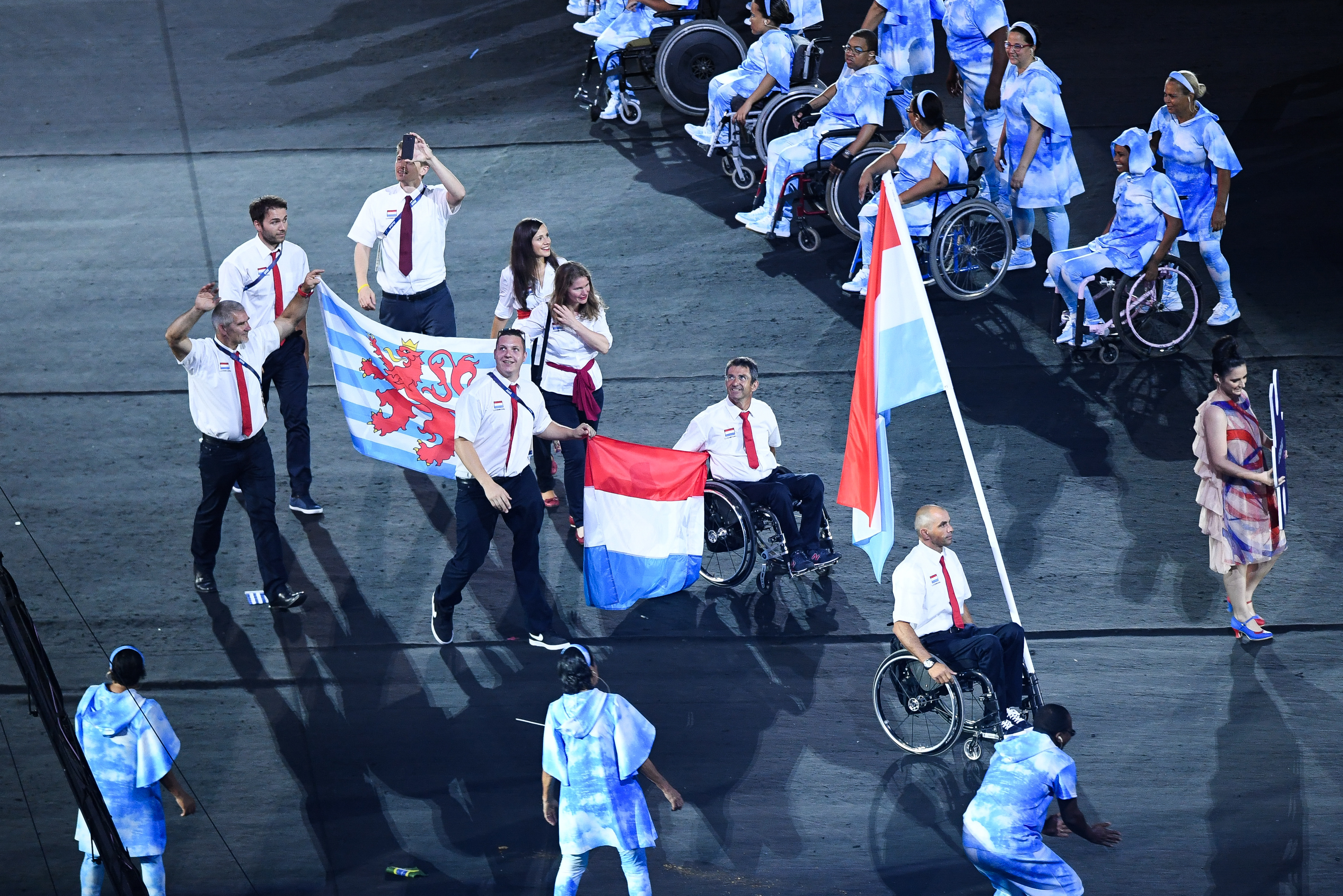

يتمتع الأشخاص ذوو الإعاقة في لوكسمبورج ببعض الحماية القانونية من التمييز ويمكن توفير احتياجاتهم من خلال سياسات حكومية مختلفة. يتمتع الطلاب ذوو الإعاقة بمعدل جيد إلى حد ما لإكمال الدراسة مقارنة بأقرانهم من غير ذوي الإعاقة. لقد وقعت لوكسمبورج على اتفاقية حقوق الأشخاص ذوي الإعاقة في 30 مارس 2007. يمكن الوصول إلى أجزاء كبيرة من البلاد، ومع ذلك، لا توجد أحكام قانونية لتوفير أماكن إقامة معقولة.

## التركيبة السكانية
لقد ارتفع عدد الأشخاص ذوي الإعاقة الذين يعيشون في فقر في لوكسمبورج منذ عام 2010. ومع ذلك، كان معدل الفقر أقل من المعدلات في البلدان الأوروبية الأخرى عند 2٪ في عام 2011.
في عام 2011، بلغ معدل البطالة للأشخاص ذوي الإعاقة في البلاد 21 نقطة. بلغ معدل البطالة بين الأشخاص ذوي الإعاقات الشديدة 39 بالمائة في البلاد.

## سياسة
لقد استخدمت لوكسمبورج على نطاق واسع النموذج الطبي للإعاقة في سياساتها وتشريعاتها المتعلقة بالأشخاص ذوي الإعاقة.
ابتداءً من عام 1989، قررت الحكومة توحيد الوكالات والسياسات الخاصة بالأشخاص ذوي الإعاقة ووضعها في وزارة شؤون الأسرة والتكامل والمنطقة الكبرى. تضمنت الخطة الوطنية للوكسمبورج لعام 2012 تدابير لتحسين حياة الأشخاص ذوي الإعاقة.
ينص قانون التوظيف في لوكسمبورج على أن الشركات التي تضم أكثر من 25 موظفًا يجب أن توظف نسبة معينة من الأشخاص ذوي الإعاقة.
يمكن للأشخاص ذوي الإعاقات الشديدة والأطفال الحصول على مخصص الإعاقة. يتم توفير بدل الأطفال، المخصص الإضافي للأطفال ذوي الإعاقة ، عندما تنخفض القدرة العقلية أو البدنية للطفل بنسبة 50 بالمائة. يمكن الاعتراف بالمقيمين البالغين في لوكسمبورج الذين يعانون من إعاقة بنسبة 30 بالمائة على الأقل وغير قادرين على العمل كعاملين معاقين وتلقي دخل الأشخاص ذوي الإعاقة. يمكن للأفراد الذين يحتاجون إلى مقدم رعاية الحصول على ضمان الاعتماد.
تم الاعتراف بلغة الإشارة الألمانية كلغة رسمية في مايو 2017.

## المنظمات غير الحكومية
تأسست منظمة Info-Handicap في أبريل 1993 عندما اجتمعت 16 منظمة مختلفة معنية بالإعاقة للعمل مع الحكومة. وقد نمت المنظمة لتشمل 55 مجموعة أعضاء بمرور الوقت.

## تشريع
وقعت لوكسمبورج على اتفاقية حقوق الأشخاص ذوي الإعاقة في 30 مارس 2007. صدر القانون رقم 169 بشأن حقوق الأشخاص ذوي الإعاقة في 28 يوليو 2011.
بموجب توجيهات الاتحاد الأوروبي، يُمنع على الدولة فصل أي عامل بناءً على حالة إعاقته. التوجيهان ذوا الصلة هما 2000/43/EC و2000/78/EC.

## تعليم
في لوكسمبورج، يكون الطلاب ذوو الإعاقة أقل احتمالية بشكل عام لإكمال مستويات مختلفة من التعليم مقارنة بالأشخاص غير المعاقين.
تتوفر أيضًا فصول تعليم خاص للأطفال المهاجرين والأطفال الذين يعيشون في فقر والذين قد يعانون من "حرمان متعلق باللغة". ويتلقى اللاجئون أيضًا تعليمًا خاصًا حسب الحاجة.

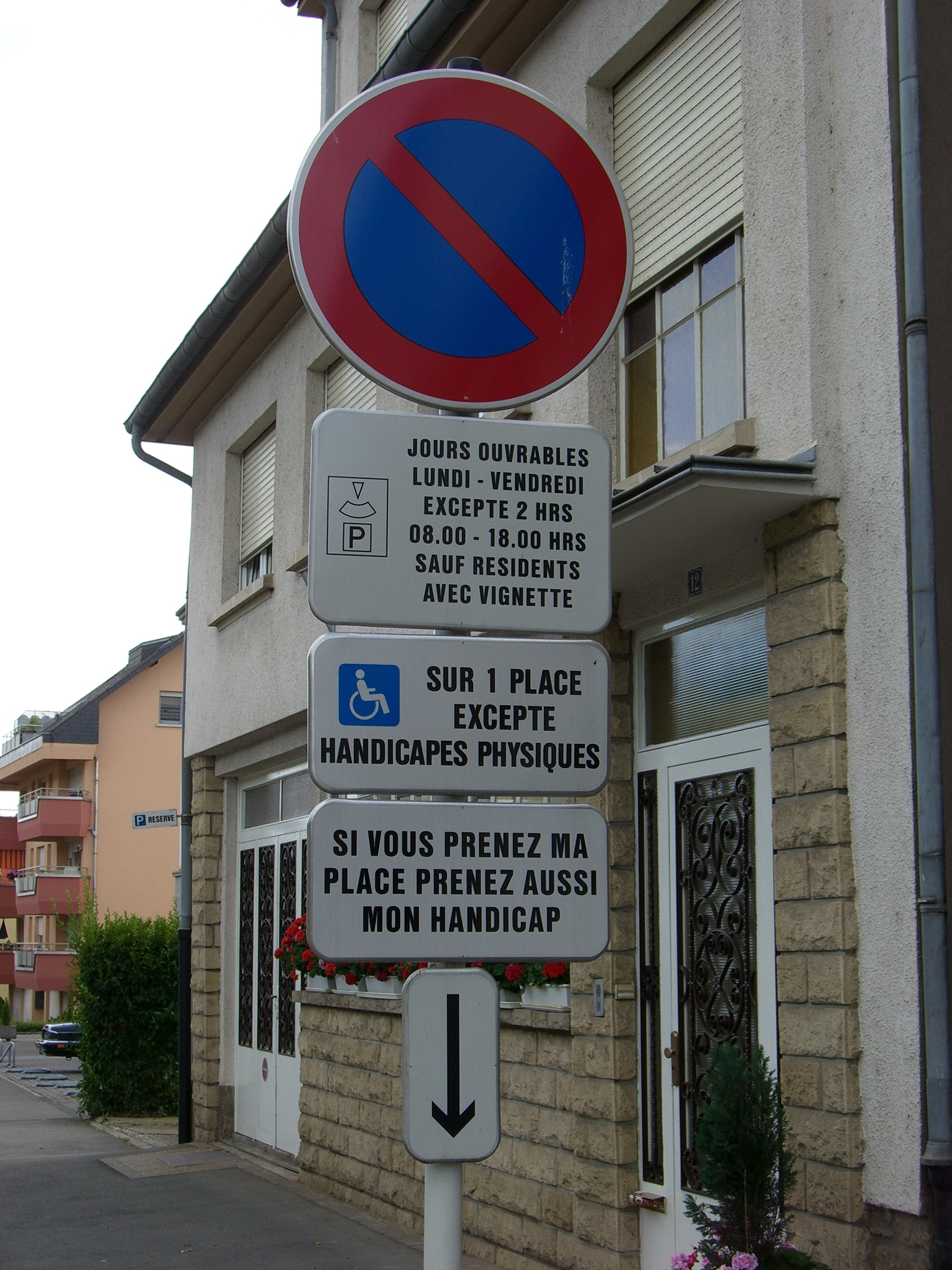
تظهر أمام منزل في والفردانج في موقف سيارات مخصص للأشخاص ذوي الإعاقة (اللوحة الثالثة من الأعلى): إذا كنت تأخذ موقف السيارات الخاص بي، فخذ أيضًا موقف إعاقتي : "عندما تأخذ موقف السيارات الخاص بي، خذ أيضًا موقف إعاقتي".

## إمكانية الوصول
اعتبارًا من عام 2017، لم تكن هناك حقوق قانونية للتكيف المعقول في لوكسمبورج.
تتوفر خدمة روليبوس، وهي حافلة أجرة من الباب إلى الباب، في مدينة لوكسمبورج للأفراد الذين يستخدمون الكراسي المتحركة. معظم شوارع المدينة ومحطات السكك الحديدية مجهزة للأشخاص ذوي الإعاقة. تتوفر في الحافلات أيضًا إمكانية استيعاب الأشخاص ذوي الإعاقة، كما تتوفر الكلاب المرشدة التي تستقل الحافلات مجانًا.
يتم تحديد أماكن وقوف السيارات للأشخاص ذوي الإعاقة بشكل واضح ويجب على الأشخاص الذين يستخدمون هذه الأماكن إظهار أوراق اعتمادهم بشارة زرقاء للاتحاد الأوروبي.

## المواقف الثقافية
وفقًا لتقرير صادر عام 2019 عن مركز المساواة في المعاملة (Centre pour l'égalité de traitement CET)، فإن النوع الأكثر شيوعًا من التمييز في البلاد هو ضد الأشخاص ذوي الإعاقة. في عام 2019، وجد أن 25 بالمائة من حالات التمييز كانت بسبب التمييز ضد الأشخاص ذوي الإعاقة. لقد تبين أن الشركات الكبيرة لا تلتزم بقانون العمل الذي ينص على أن أي شركة تضم أكثر من 25 موظفًا يجب أن توظف عددًا معينًا من الأشخاص ذوي الإعاقة.